# Sinoviectomia
La sinoviectomia è una procedura chirurgica che consiste nell'asportazione della membrana sinoviale che circonda un'articolazione. L'intervento è solitamente consigliato per fornire sollievo da una condizione per cui la membrana sinoviale diventa infiammata e irritata e non risponde alle medicazioni. Se l'artrite non è controllata, può portare a danni irreversibili all'articolazione. La membrana sinoviale avvolge ogni articolazione e secerne un fluido lubrificante che permette vari movimenti dell'articolazione, mentre se si infiamma o è irritata, può portare a un aumento della produzione del fluido causando un rigonfiamento intorno all'articolazione.
Questo intervento è consigliato nei casi di artrite reumatoide o altre forme di artrite infiammatoria in cui altri trattamenti non chirurgici hanno fallito. La procedura può essere eseguita per via artroscopica, oppure aprendo l'articolazione per rimuovere la membrana che la circonda. Un'altra tipologia, la sinoviectomia chimica, comporta un'iniezione intra-articolare di acido osmico con lo scopo di sgonfiare e ridurre la massa sinoviale infiammata.
In linea teorica, l'intervento è possibile su tutte le articolazioni ma la difficoltà varia: mentre è facile per il ginocchio o il gomito, risulta un intervento difficile o necessariamente parziale in altre sedi articolari che si presentano anatomicamente complesse e difficili da raggiungere, come polso, piede, anca o le articolazioni vertebrali.